# NGC 4576
NGC 4576 (również PGC 42152 lub UGC 7792) – galaktyka spiralna z poprzeczką (SBbc), znajdująca się w gwiazdozbiorze Panny. Odkrył ją Edward Singleton Holden 27 kwietnia 1881 roku.